# Phyllotreta
Genre
Phyllotreta est un genre d'insectes coléoptères de la famille des Chrysomelidae et selon les classifications, de la sous-famille des Galerucinae ou des Alticinae.

## Liste d'espèces
Selon Catalogue of Life (24 août 2013) :
- Phyllotreta aeneicollis
- Phyllotreta aerea
- Phyllotreta alberta
- Phyllotreta albionica
- Phyllotreta arcuata
- Phyllotreta armoraciae
- Phyllotreta attenuata
- Phyllotreta bipustulata
- Phyllotreta bisinuata
- Phyllotreta brevipennis
- Phyllotreta chalybeipennis
- Phyllotreta conjuncta
- Phyllotreta constricta
- Phyllotreta cruciferae
- Phyllotreta decipiens
- Phyllotreta denticornis
- Phyllotreta dolichophalla
- Phyllotreta emarginata
- Phyllotreta fulgida
- Phyllotreta herbacea
- Phyllotreta inconspicua
- Phyllotreta inordinata
- Phyllotreta laticornis
- Phyllotreta lepidula
- Phyllotreta lewisii
- Phyllotreta liebecki
- Phyllotreta lindahli
- Phyllotreta oblonga
- Phyllotreta obtusa
- Phyllotreta oregonensis
- Phyllotreta ovalis
- Phyllotreta perspicua
- Phyllotreta polita
- Phyllotreta prasina
- Phyllotreta pusilla
- Phyllotreta ramosa
- Phyllotreta ramosoides
- Phyllotreta robusta
- Phyllotreta spatulata
- Phyllotreta striolata
- Phyllotreta subnitida
- Phyllotreta transversovalis
- Phyllotreta ulkei
- Phyllotreta undulata
- Phyllotreta utanula
- Phyllotreta viridicyanea
- Phyllotreta zimmermanni

Selon ITIS (24 août 2013) :
- Phyllotreta aeneicollis (Crotch, 1873)
- Phyllotreta aerea Allard, 1859
- Phyllotreta alberta Chittenden, 1927
- Phyllotreta albionica (J. L. LeConte, 1857)
- Phyllotreta arcuata E. Smith, 1985
- Phyllotreta armoraciae (Koch, 1803)
- Phyllotreta attenuata E. Smith, 1985
- Phyllotreta bipustulata E. Smith, 1985
- Phyllotreta bisinuata E. Smith, 1985
- Phyllotreta brevipennis Chittenden, 1927
- Phyllotreta chalybeipennis (Crotch, 1873)
- Phyllotreta conjuncta Gentner, 1924
- Phyllotreta constricta E. Smith, 1985
- Phyllotreta cruciferae (Goeze, 1777)
- Phyllotreta decipiens Horn, 1889
- Phyllotreta denticornis Horn, 1889
- Phyllotreta dolichophalla E. Smith, 1985
- Phyllotreta emarginata E. Smith, 1985
- Phyllotreta fulgida Chittenden, 1927
- Phyllotreta herbacea Chittenden, 1927
- Phyllotreta inconspicua Chittenden, 1927
- Phyllotreta inordinata Chittenden, 1927
- Phyllotreta laticornis Chittenden, 1927
- Phyllotreta lepidula (J. L. LeConte, 1857)
- Phyllotreta lewisii (Crotch, 1873)
- Phyllotreta liebecki Schaeffer, 1919
- Phyllotreta lindahli Dury, 1906
- Phyllotreta oblonga Chittenden, 1927
- Phyllotreta obtusa Chittenden, 1927
- Phyllotreta oregonensis (Crotch, 1873)
- Phyllotreta ovalis (Blatchley, 1921)
- Phyllotreta perspicua Chittenden, 1927
- Phyllotreta polita Chittenden, 1927
- Phyllotreta prasina Chittenden, 1927
- Phyllotreta pusilla Horn, 1889
- Phyllotreta ramosa (Crotch, 1874)
- Phyllotreta ramosoides E. Smith, 1985
- Phyllotreta robusta J. L. LeConte, 1878
- Phyllotreta spatulata E. Smith, 1985
- Phyllotreta striolata (Fabricius, 1801)
- Phyllotreta subnitida Chittenden, 1927
- Phyllotreta transversovalis Chittenden, 1927
- Phyllotreta ulkei Horn, 1889
- Phyllotreta undulata (Kutschera, 1860)
- Phyllotreta utanula E. Smith, 1985
- Phyllotreta viridicyanea Chittenden, 1927
- Phyllotreta zimmermanni (Crotch, 1873)

Selon NCBI (24 août 2013) :
- Phyllotreta atra (altise noire des crucifères)
- Phyllotreta consobrina
- Phyllotreta cruciferae (altise des crucifères)
- Phyllotreta exclamationis
- Phyllotreta nemorum (petite altise noire des crucifères)
- Phyllotreta nigripes
- Phyllotreta nodicornis
- Phyllotreta ochripes
- Phyllotreta striolata (altise rayée)
- Phyllotreta tetrastigma
- Phyllotreta undulata
- Phyllotreta vittula